# Giacometti-Halle

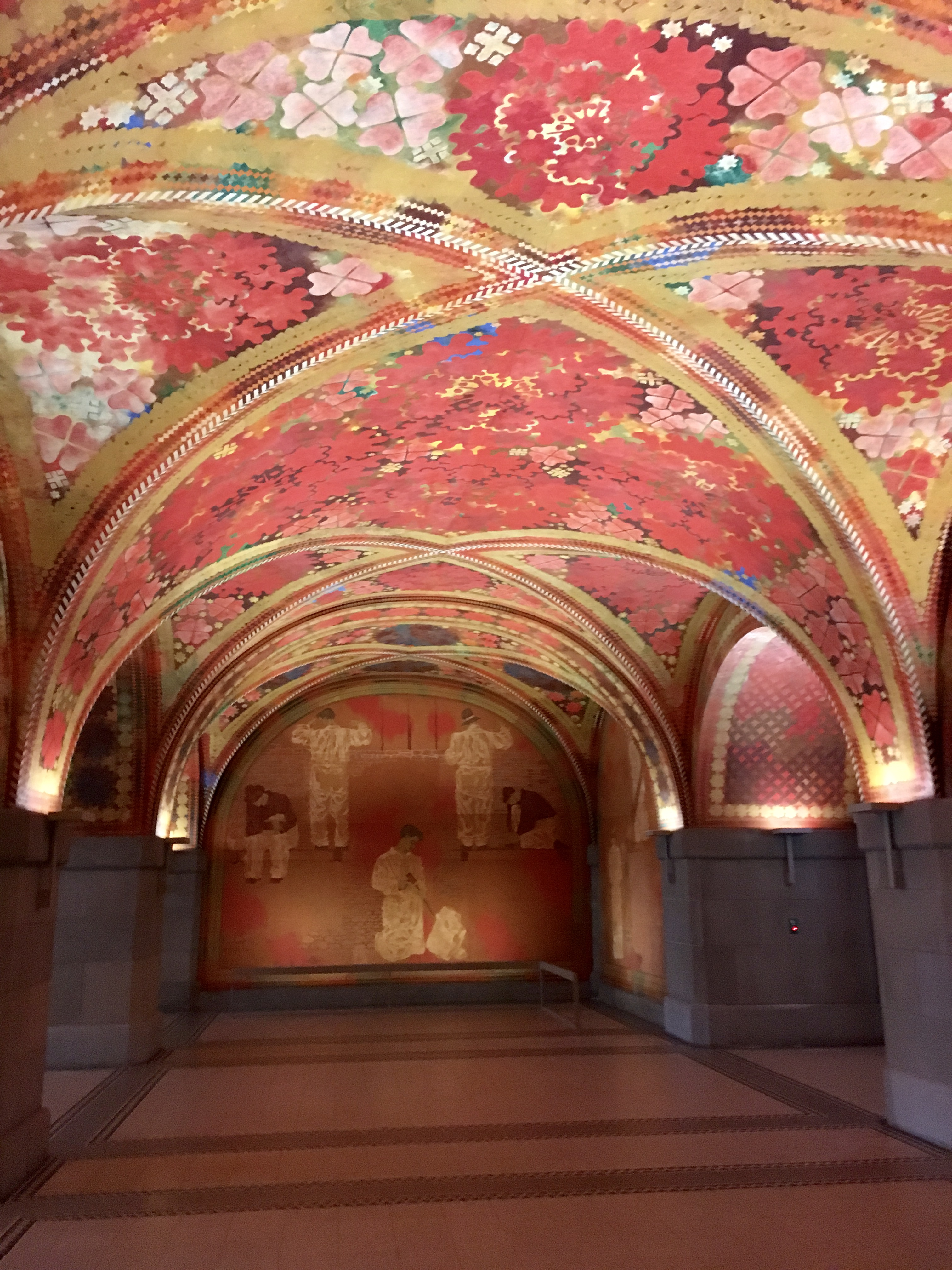
Die Giacometti-Halle

Die Giacometti-Halle oder Blüemlihalle ist die von dem Schweizer Maler Augusto Giacometti in den 1920er Jahren künstlerisch gestaltete Eingangshalle zum Amtsgebäude der Stadtpolizei Zürich. Das frühere Kellergewölbe eines Waisenhauses zählt heute zu den wichtigsten Sehenswürdigkeiten der Stadt Zürich und gilt als ein Kunstwerk nationaler Bedeutung.

## Geschichte

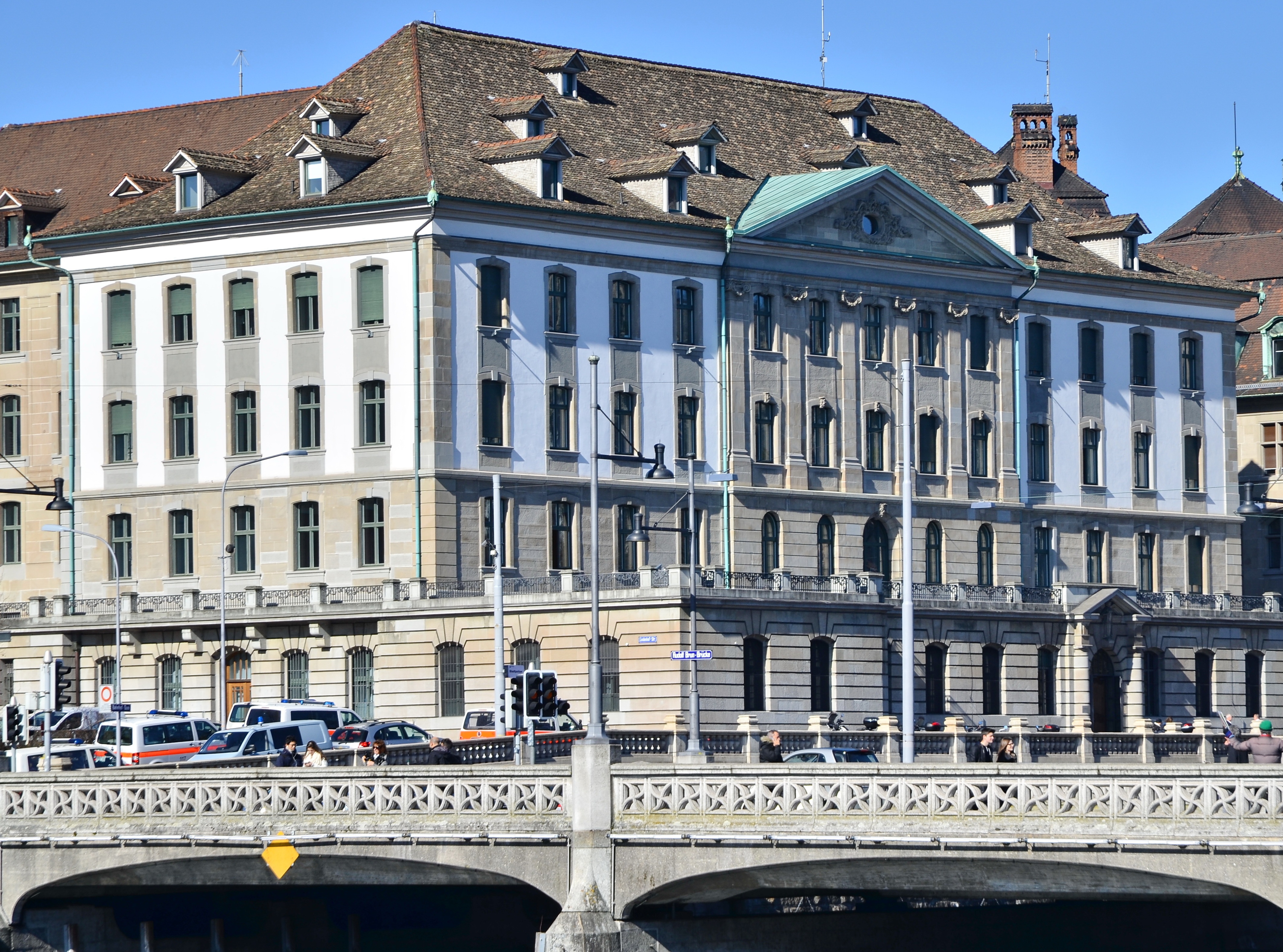
Das Amtsgebäude I, rechts unten der Eingang zur Giacometti-Halle

Beim Umbau des ehemaligen Waisenhauses zum Amtshaus I, dem neuen Sitz des Polizeidepartements der Stadt Zürich, integrierte der Architekt und ehemalige Zürcher Stadtbaumeister Gustav Gull in den Jahren 1911 bis 1914 das Gebäude in die Gesamtüberbauung «Urania». Um Platz zu sparen, baute er den ehemaligen Keller des Waisenhauses zum Eingangsgeschoss des Amtshauses I um. Da die Lichtverhältnisse dort nicht optimal waren, sollte ein Künstler die Räumlichkeiten mit künstlerischen Mitteln aufhellen und sie freundlicher gestalten.
Den Auftrag zu den Verschönerungsarbeiten vergab der damalige Stadtrat und spätere Stadtpräsident Emil Klöti an den Maler Augusto Giacometti, der bei der Ausschreibung unter sechs in Zürich wohnenden Künstlern mit seinem Entwurf den 1. Preis gewonnen hatte. Giacometti brauchte ein Jahr, um seine Entwürfe in Originalgrösse zunächst farbig auf Papier zu übertragen. Die Ausmalung selbst übernahmen die drei jungen Künstler Jakob Gubler, Franz Riklin und Giuseppe Scartezzini unter Giacomettis Anleitung in Fresko- und Secco-Technik. Sie gestalteten von Juli 1923 bis März 1924 die Wände, Deckengewölbe und Pfeiler des neuen Eingangsfoyers der Polizeiwache mit floralen Ornamenten und figürlichen Malereien überwiegend in warmen, leuchtenden Rot- und Gelbtönen. Vom Spätsommer 1925 an bis zum Frühjahr 1926 fügte Giacometti selbst sechs grosse figürliche Wandbilder hinzu. Abschliessend wurden eigens für die Halle entworfene Beleuchtungskörper installiert, um das Gewölbe gezielt auszuleuchten und die Farben optimal zur Geltung zu bringen. Nach der Fertigstellung des begehbaren Kunstwerks fand es sofort grosse öffentliche Beachtung, machte den Künstler bekannt und ebnete ihm den Weg für weitere wichtige Auftragsarbeiten in Zürich wie beispielsweise die Chorfenster des Grossmünsters.
Im Zeitraum zwischen 1985 und 2000 wurde die Giacometti-Halle im Zuge der Gesamtrenovation des Amtshauses I umfassend saniert, eine weitere Renovation erfolgte im Jahr 2019. Da Giacometti aufgrund des herrschenden Zeitdrucks immer mehr von der Fresko- auf die Seccomalerei ausgewichen war, traten Probleme mit der Haftung der Farbschichten auf, und die Gemälde bedurften nach mehr als 50 Jahren dringend einer Restaurierung.

## Bemalung
Vierzehn Gewölbekappen, der Gurtbogen zwischen den Pfeilern und der rechteckige Deckenspiegel beim Haupteingang sind mit wiederkehrenden Motiven wie zahnradförmigen Rosetten, vierteiligen Blattformen oder Fantasieblumen dekorativ bemalt. Ein weisses Rautenband begleitet die Grate der Kreuzgewölbe. Jedes Gewölbefeld wird von einem ockerfarbenen Blattfries eingerahmt. 
An den Wänden der Halle befinden sich sechs grossformatige, raumhohe Wandbilder, die in einem zyklischen Bildprogramm in abstrahierender Erzählweise einen Bogen um die das menschliche Leben prägenden Prozesse des Werdens und Seins spannen. Beim Eingang symbolisieren die weiblichen Figurenpaare der «Winzerinnen» und «Schnitterinnen» den Segen der fruchtbaren Landschaft am Zürichsee. Die im ersten Querschiff dargestellten «Maurer» und «Zimmerleute» stehen für die wachsende Stadt und das Bauen auf den festen Grund der Erde. Als weiteres Figurenpaar sind «Der Magier» und «Der Astronom» dargestellt, Symbole für die geistigen Berufe, das menschliche Verlangen nach dem Überirdischen und die Ordnung und Gesetzmässigkeiten der Welt.

## Rezeption
Die nach dem Künstler benannte Halle gilt heute als eines seiner wichtigsten Werke. Sie wird als «Kunstwerk mit gesamtschweizerischer Bedeutung», «bedeutendes Schweizer Kunstwerk des 20. Jahrhunderts» und als «der schönste Eingang zu einer Polizeiwache» bezeichnet. Heute zählt die von den Einwohnern der Stadt wegen der zahlreichen Blumenornamente liebevoll «Blüemlihalle» genannte Giacometti-Halle zu den wichtigsten Sehenswürdigkeiten der Stadt Zürich.
Die Stadt Zürich publizierte einen mehrseitigen farbigen Flyer mit dem Titel «Blüemlihalle. Ein Kellergewölbe als leuchtender Farbengarten» mit deutschen und englischen Texten.

## Zugänglichkeit
Die Giacometti-Halle am Bahnhofquai 3 kann von Mittwoch bis Samstag von 14.00 bis 17.00 Uhr besichtigt werden (Gruppen ab 10 Personen mit Voranmeldung).